# Casal Familiar Recreatiu

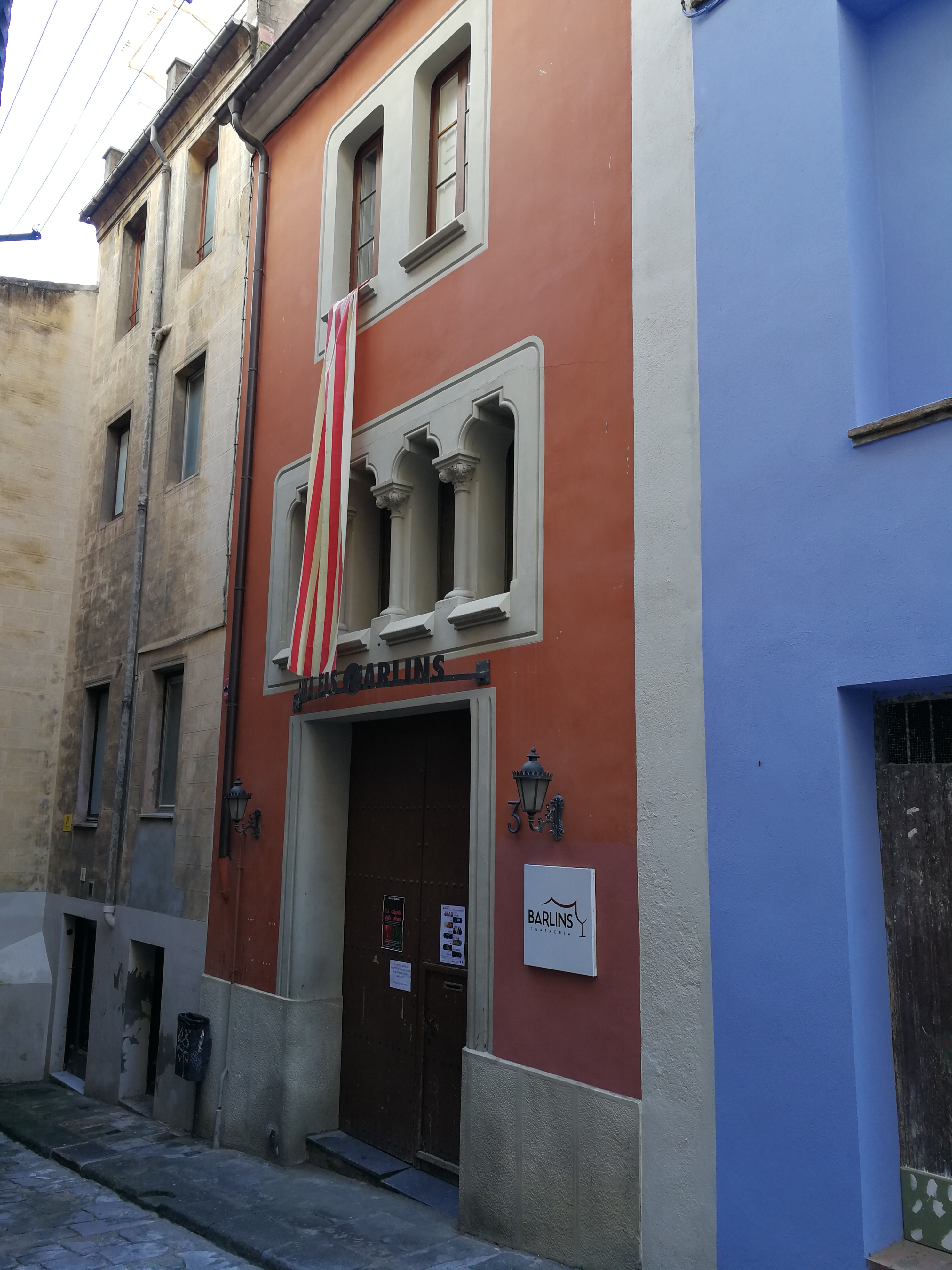
Façana de l'edifici des del carrer Sabateria

El Casal Familiar Recreatiu, també conegut com Els Carlins, és una entitat cultural i teatral de la ciutat de Manresa, lligada estretament a la Sala Els Carlins, un espai teatral situat al centre de Manresa. L'entitat va ser fundada el 1903 com una agrupació política la Joventut Carlista Manresana (JCM). Al llarg de la seva història ha dut a terme gran quantitat d'activitats culturals, esportives, socials i polítiques, mantenint l'activitat teatral com a centre de l'entitat.

## La Sala Els Carlins
També conegut com a Saló Círcol Segle XX. El teatre és un edifici de planta baixa i dos pisos, situat al carrer de la Sabateria, núm. 3-5 i carrer del Pedregar, s/n, de Manresa. De titularitat privada. Forma part del Patrimoni Arquitectònic de l'Ajuntament de Manresa.
D'estil modernista tradicional, l'edifici es va inaugurar el 1848, se'n va fer una posterior reforma entre els anys1906-1909, les seves façanes són atribuïdes a l'arquitecte Ignasi Oms i Ponsa.
L'any 1910 que és fa la primera gran intervenció del immoble, tot i que l'estructura actual de la sala es deu a la reforma de l'any 1947, quan s'amplia la sala d'espectacles i és construeix un nou amfiteatre. Des del 2001 i fins a dia d'avui s'ha portat a terme un ambiciós projecte de Rehabilitació que al 2019 és centrarà en la reforma de la sala.
La Fundació Cultura i Teatre treballa conjuntament amb el Casal Familiar Recreatiu en la gestió de la Sala i es preocupa de la conservació del l'immoble i la promoció del teatre i la cultura.

## Història[calcitació]
El Casal Familiar Recreatiu és una entitat nascuda d'una agrupació política, fundada al 1903, la Joventut Carlista Manresana, (JCM), al llarg de la seva història ha tingut diversos noms, que s''han anat adaptant a la realitat social i política del país.
El juliol de 1936, durant la Guerra Civil espanyola, un dels primers locals confiscats a la ciutat va ser el dels Carlins. El local va ser rebatejat amb el nom de Escola Proletària d'Art Escènic (EPAE). Manresa fou admès a la Federació Catalana de Societats de Teatre Amateur (FCSTA) el gener de 1938. 			
Durant la postguerra es va recuperar rebatejada, amb el nom de Café España, l'activitat teatral es reprengué amb les representacions de Los Pastorcillos en Belén, el mateix Nadal de 1939.
L'any 1942 s'adopta el nom de Círculo Familiar Recreativo.
A partir de l'any 1946 es reprengueren les representacions de textos en català i el 26 de maig del mateix any es representà la primera obra en català des del final de la Guerra Civil, El ferrer de tall.
La dècada dels setanta del segle xx va ser un moment de gran activitat social, en què les revetlles de Sant Joan i Sant Pere, el cap d'any, el campionat de manilles i la castanyada, les representacions de Don Juan Tenorio, van revitalitzar l'entitat. El teatre en totes les seves manifestacions ocupa un lloc destacat dins de les activitats del Círculo Familiar Recreativo.L'any 1972 es va proposar la constitució d'una secció filatèlica i una coral infantil.
El dia 20 de setembre de 1981 es decidí en assemblea el canvi de nom de l'entitat amb l'objectiu de catalanitzar-lo i passar a nomenar-se Cercle Familiar Recreatiu. L'any 1987 el Casal va organitzar les Festes de la Llum amb el lema "La Llum surt, queda't", amb la representació de l'obra Els fills del sol” pel Grup Teatral L'Espantall. S'inicien els Tallers de Teatre. Actualment el Casal i la sala Els Carlins, a més de fer activitats pròpies, es un equipament a disposició de la ciutat, acull i diferents entitats: Societat Coral La Unió Manresana, Club Filatèlic i Numismàtic, Grup Teatral l'Espantall, Grup Teatral Petit Espantall, Club Escacs Manresa i Associació Caravanista del Bages.
L'any 2003 es va celebrar el centenari de l'entitat.

### Vida social i activitats[calcitació]
Des de l'inici de les activitats va desenvolupar multitud d'activitats socials diverses: 

#### Els Butlletins
- L'Amic del Poble aparegué per primer cop el 23 de juliol de 1921.
- El Cercle Familiar Recreatiu (CFR) va aparèixer en juny de 1991 de forma trimestral.
- El Casal des de l'any 2003

#### El Cinema
La primera manifestació coneguda es remunta a l'any 1926. L'any 1930 la Junta decidí convertir el teatre en el "Cine Círculo Familiar Recreativo" alternant el cine amb el teatre. Aquesta situació va crear una difícil convivència entre les dues activitats en un mateix espai. Finalment degut a la competència dels altres cines de la ciutat i un pacte amb aquests, l'any 1949 s'acabaren les sessions.

#### Les Seccions Esportives
L'esport va tenir un paper important dins d'aquesta societat. L'any 1922 es va fundar el Club de Futbol Flor de Lis, F.C. També es va formar una secció atlètica, una secció excursionista juvenil, un club de ping-pong l' Aspas Club, l'equip de basquet amb el nom de Centro Deportivo Oriamendi, 

#### L'activitat Coral
L'entitat té una llarga tradició d'activitat coral i grups diversos, actius fins a l'esclat de la Guerra Civil. L'any 1972 es va impulsar una coral infantil de nois i noies de 6 a 12 anys que va estar activa uns quatre anys.

#### Les Excursions
Es va fer tradicional l'excursió nocturna a Montserrat.

#### Les Sardanes
L'octubre de 1923 va néixer la primera Junta de l'Agrupació de la Sardana, organitzant algun curset de sardanes. En els anys trenta s'estengué el costum de fer ballades de sardanes als salons de l'entitat.

#### Les Manifestacions Literàries i els Jocs Florals
l'entitat va recuperar els "Jocs Florals" d'orígens medievals. El local de la JCM va ésser l'escenari de grans manifestacions literàries i comptava amb una biblioteca.

### Activitat teatral i Pastorets
El teatre, els Pastorets, les passions, els concursos, les sarsueles i els muntatges teatrals s'han anat succeint sense pràcticament cap interrupció al llarg de la història del Casal.
Una de les representacions teatrals més emblemàtiques i conegudes de l'entitat són Els Pastorets, una tradició que des de 1910 s'han representat durant l'època de Nadal, exceptuant el parèntesi de la Guerra Civil. Són un referent a la ciutat de Manresa, i formen part del Patrimoni Immaterial de la ciutat des del 2011.
El grup de teatre propi de la entitat es va crear el 1996, té una llarga i sòlida trajectòria en els circuits de teatre amateur que s'ha vist recompensada amb nombrosos premis i reconeixements arreu del país. Aquest grup teatral continua actualment amb plena activitat. da dels deus”. A més dels propis muntatges, el grup participa en nombroses col·laboracions i en activitats de la ciutat.Al llarg d'aquests anys s'han anant fent diverses activitat; promoció de la lectura, tallers de teatre infantil (7-11 anys), juvenil (12-17 anys), juvenil dos (a partir de 17 anys) i el grup de teatre d'adults. El grup de teatre del Casal ha participat, des de l'any 2007, en el cicle de promoció de la lectura Tocats de Lletres organitzat per l'Ajuntament de Manresa, fruit d'aquesta participació s'han creat diferents espectacles de petit format.